# Leo Lehman
Leo Lehman (auch in der Schreibweise Leo Lehmann bekannt, * 18. November 1926 in Breslau; † 2005)  war ein polnisch-britischer Schriftsteller und Drehbuchautor.

## Leben
Lehman wurde in Breslau geboren und wuchs in Kalisz in einer jüdischen Familie auf. Mit seiner Mutter und anderen Verwandten floh er 1939 zunächst nach Frankreich, 1942 dann nach Spanien und 1944 nach England. Nach Kriegsende studierte er Englisch in Southampton und wurde 1949 britischer Staatsbürger. Er arbeitete zunächst als Lehrer und ab 1956 als Dramaturg, Dramatiker und Drehbuchautor.
Im höheren Alter litt Lehman unter der Parkinson-Krankheit.

## Schaffen
Lehman schrieb von 1957 bis 1974 für englische Bühnen und für die BBC. Auch seine Theaterstücke wurden häufig im Fernsehen gezeigt, z. B. in den Reihen BBC Sunday-Night Play und ITV Play of the Week. Ab 1964 und bis in die 1980er Jahre arbeitete er zunehmend fürs deutsche Fernsehen und für deutschsprachige Bühnen, wo er u. a. mit Regisseuren wie Franz Peter Wirth, Michael Kehlmann, Tom Toelle und Nicolas Gessner zusammenarbeitete.
Lehman bearbeitete immer wieder Stoffe der jüngeren Geschichte, besonders des Zweiten Weltkriegs und der Emigration. 1983 nahm er zusammen mit dem Regisseur Franz Peter Wirth und der Schauspielerin Dana Vávrová den Adolf-Grimme-Preis mit Gold für die zehnteilige Serie Ein Stück Himmel (nach der Autobiografie von Janina David) entgegen.

## Dramen
- 1954: St. Chad of the Seven Wells
- 1956: Epitaph
- 1957: Who Cares?
- 1958: Thirty Pieses of Silver
- 1960: The Song of a March Hare
- 1961: A Reason for Staying
- 1962: The Desperate Man on Platform 10
- 1962: Interview for Wives
- 1962: I Don’t Like You
- 1962: Freedom in September
- 1963: Girl with a Difference
- 1964: Flight from Reality
- 1964: The Lovers of Florence
- 1966: The East Wind (deutsch: Der Ostwind, 1967)
- 1968: Diary of an Encounter
- 1969: Remember the Germans
- 1969: End of Story
- 1970: Laval
- 1973: Russian Roulette
- 1974: Only the Other Day

## Filmografie
- 1957: Success (Fernsehfilm)
- 1958: Cowslip 58 (Fernsehfilm)
- 1958/59: The Common Room (Fernsehserie, 19 Folgen)
- 1961: They Met in a City (Fernsehserie, eine Folge)
- 1962: Late Summer Affair (Fernsehfilm)
- 1962: Out of This World (Fernsehserie, eine Folge)
- 1963: Crane (Fernsehserie, eine Folge)
- 1964: Spätsommer (Fernsehfilm)
- 1964: Das Duell (Fernsehfilm)
- 1965: Exil (Fernsehfilm)
- 1966: The Idiot (fünfteilige Serie nach Dostojewskis Roman Der Idiot)
- 1966: Seven Deadly Sins (Fernsehserie, eine Folge)
- 1966: Freiheit im Dezember (Fernsehfilm)
- 1966: Die Liebenden von Florenz (Fernsehfilm)
- 1966: Thirteen Against Fate (Fernsehserie, eine Folge)
- 1966: Gesellschaftsspiel (Fernsehfilm)
- 1967: Seven Deadly Virtues (Fernsehserie, zwei Folgen)
- 1967: Crumbles letzte Chance (Fernsehfilm)
- 1967: Ostwind (Fernsehfilm)
- 1967: Drei Jahre (Fernsehfilm)
- 1968: Zeit der halben Herzen (Fernsehfilm)
- 1968: Tragödie auf der Jagd (Fernsehfilm)
- 1968: Sich selbst der Nächste (Fernsehfilm)
- 1968: The Sex Game (Fernsehserie, eine Folge)
- 1970: Ach, so eine nette Person (Fernsehfilm)
- 1970: Mit sich allein (Fernsehfilm)
- 1971: Chopin-Express (Fernsehfilm)
- 1971: The Ten Commandments (Fernsehserie, eine Folge)
- 1972: Dead of Night (Fernsehserie, eine Folge)
- 1973: Menace (Fernsehserie, eine Folge)
- 1975: Evas Rippe (Fernsehfilm)
- 1975: Zahnschmerzen (Fernsehfilm)
- 1977: In freier Landschaft (zweiteiliger Fernsehfilm)
- 1981: Quartett bei Claudia (Fernsehfilm)
- 1981: Ja und Nein (Fernsehfilm)
- 1982: Ein Stück Himmel (Fernsehserie, drei Folgen)
- 1987: Das andere Leben (Fernsehfilm)